# Un pedagog de școală nouă
Un pedagog de școală nouă este o schiță scrisă de Ion Luca Caragiale.
Schița are patru secvențe: „1. Conferință”; „2. O inspecțiune”; „3. Ajunul examenelor”; „4. Examenul anual”, care oferă ipostaze ce guvernează instrucția și educația în familie și în școală, caracterizate prin ridicol. Printr-o mostră a incompetenței dascălilor vremii, autorul ilustrează falsul moral și spiritul de suficiență și scoate în fapt astfel în evidență, desconsiderarea actului instructiv-educativ din societate, școală și familie.
Protagonistul operei este „distinsul pedagog absolut” Marius Chicoș Rostogan, un personaj pentru care autorul a folosit un arsenal întreg de elemente nonverbale și paraverbale. O listă de echivalențe de pronunție i se pune la dispoziție cititorului de la început, conferința respectivului pedagog fiind redată cu toate aceste particularități de pronunție inițial expuse. Pedagogul este caracterizat de un limbajul ardelenesc „rostogonizat” și de atitudini comportamentale precum incultura, infatuarea, superficialitatea, favoritismul, slugărnicia și altele.
Se pare că dascălul Rostogan amintește de un alt dascăl al lui Caragiale din vremea școlii făcute la Ploiești.